# Nebpu

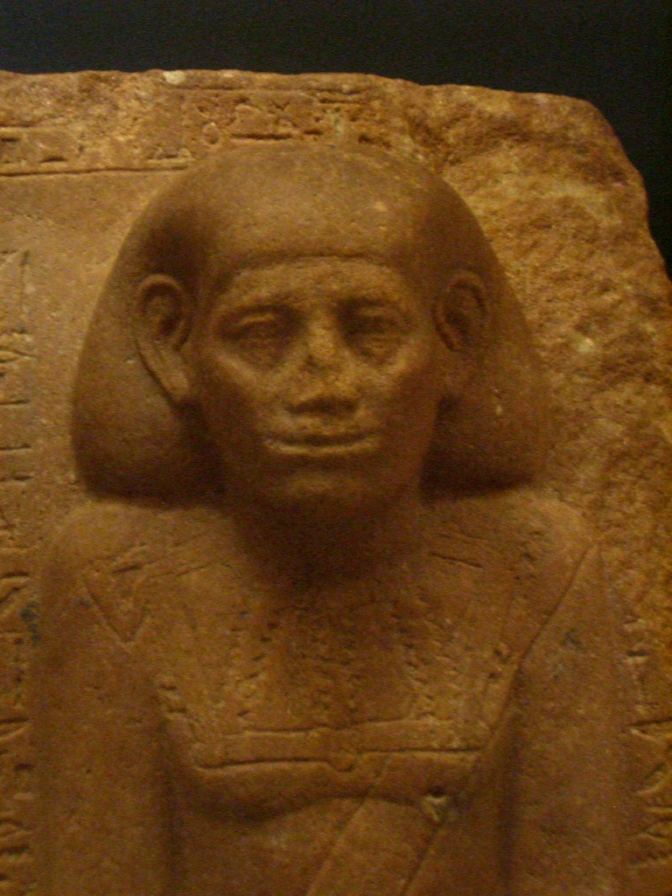
Nebpu feje

Nebpu ókori egyiptomi tisztségviselő volt, Ptah főpapja Memphiszben a XII. dinasztia idején, III. Amenemhat uralkodása alatt. Apját, Szehotepibréanh-nedzsemet követte a főpapi pozícióban; ő az előző fáraó, III. Szenuszert alatt szolgált.
Egy sérült kvarcitszoborról ismert, amely apjával és fiával, […]hotepib-serivel együtt ábrázolja. A szobor stílusa alapján a XII. dinasztia korának végére datálható. Ma a Louvre őrzi (A47), ahová 1816-ban került; eredetileg valószínűleg Memphiszből, Ptah fő kultuszközpontjából származik.

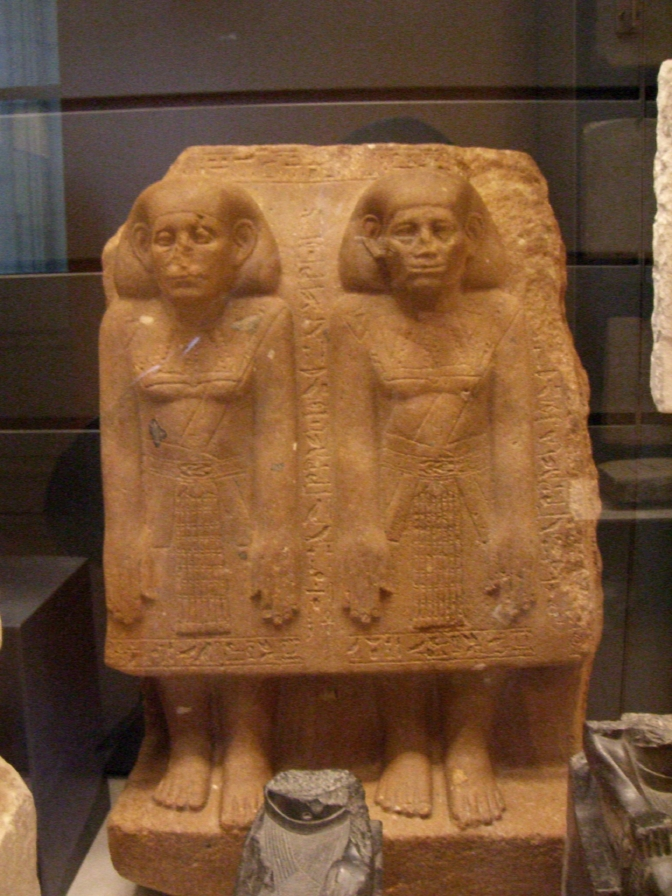
Szehotepibréanh-nedzsem (balra) és Nebpu (jobbra) szobra

## Fordítás
- Ez a szócikk részben vagy egészben  a   Nebpu című angol Wikipédia-szócikk ezen változatának fordításán alapul.  Az eredeti cikk szerkesztőit annak laptörténete sorolja fel. Ez a jelzés csupán a megfogalmazás eredetét és a szerzői jogokat jelzi, nem szolgál a cikkben szereplő információk forrásmegjelöléseként.